# HYS
HYS（ヒス、2005年4月10日 - ）は日本のヒューマンビートボクサー、ボーカル、作曲、写真、映像など、幅広く活動。福島県出身。

## 略歴
小学2年生の頃に学校のクラスでオリジナル性のある一発芸が欲しくHIKAKINの定番挨拶「ブンブンハローYouTube」を習得したことをきっかけにボイスパーカッションに出会う。小学5年生の頃、それまで自身がやっていたボイスパーカッションがヒューマンビートボックスであることを知る。グランド・ビートボックス・バトルのGene Shinozakiの動画に出会い本格的にヒューマンビートボックスを始めた。
2018年、JAPAN BEATBOX CHAMPION SHIP等のヒューマンビートボックス大会へバトラーとしての参加を始める。
2019年、東日本大震災をきっかけに発足された、CANDLE JUNEが代表を務める復興団体「一般社団法人LOVE FOR NIPPON」を通して音楽活動を始める。
同年、JAPAN BEATBOX TVが主催する「HS&JHS Beatbox Contest 2019」ループステーション部門にて優勝する。審査員には日本を代表するビートボックスアーティストであるSO-SOやSHOW-GO、TATSUAKIが務めた。
2022年、音楽ユニット「香取線香」として自身の夢だったフジロックフェスティバルへの出演を果たす。同年8月、新潟県関川村に住む、豪雨被害により所持するピアノが浸水した女の子に自身の電子キーボードを譲渡する。
2023年以降現在は、ライブ活動の本数を減らし、自身の学業や楽曲制作、他分野のクリエイター活動を精力的に行なっている。

## 出演歴
- SONG OF THE EARTH 311（2019年、2022年、2023年、2024年）
- ただいま おかえり 双葉の夏 2023
- フジロックフェスティバル2022・Pyramid Gardenステージ[2]
- LOVE FOR NOTO SONG OF THE EARTH[3]
- ケンオードットコム[4]
- ゴジてれ Chu !（福島中央テレビ）
- 二畳半レコード（福島中央テレビ）
- ちゃんろく。（テレビユー福島)
- 「故郷」つなぐふるさと (風に立つライオン基金・風とロック）[5]

## 出場歴
- JAPAN BEATBOX CHAMPION SHIP 2018 - TOP16
- JAPAN BEATBOX CHAMPION SHIP 2019 - TOP4
- Boost福島Vol.2バトルB - 優勝
- HS&JHS Beatbox Contest 2019 ループステーション部門 - 優勝

## 制作

### 楽曲提供
- いわきゲリゲ祭り2020 - ジングル
- いわきゲリゲ祭り2022 心/草 - ジングル
- Boost-ONE THE AXISS feat. 香取線香
- いわきゲリゲ祭り2023 - ジングル
- すのこの下の妖精 - はると。
- いわきゲリゲ祭り2024 - ジングル

### 自身のリリース楽曲
- Life-Goes-On![6]
- I don't care!（香取線香）
- Intro - I Wish
- Sundawn - I Wish
- Picasso! - I Wish
- Veronica - I Wish
- I Wish - I Wish
- たわごと - I Wish
- Chapter02 - I Wish